# Ирбитский мотоциклетный завод
Ирби́тский мотоцикле́тный заво́д (ИМЗ) — российский завод по производству мотоциклов тяжёлого класса.

## История

### Советский период
В конце 1930-х годов в Наркомате обороны СССР состоялось совещание, посвящённое выбору модели мотоцикла для Вооруженных Сил. После сравнения образцов, в том числе и зарубежных, было решено взять за основу BMW R-71, состоявший на вооружении вермахта. Для сохранения секретности представители Советского Союза закупили пять мотоциклов марки BMW в Швеции. Два мотоцикла передали Московскому мотоциклетному заводу (ММЗ), созданному на базе велосипедного, один сохранили как образец, четвёртый разобрали по винтикам, последний отдали технологам. Исследовали химический состав каждой детали, изучили глубину и характер обработки поверхностей, чистоту и точность изготовления.
После этого на базе московского опытного завода «Искра» было создано специализированное конструкторское бюро по тяжёлому машиностроению.
Серийное производство нового мотоцикла, получившего наименование М-72, началось в августе 1941 года. 21 октября 1941 года Совет по эвакуации при СНК СССР принял решение о переводе Московского мотозавода и связанных с мотоциклетным производством цехов на Урал, в город Ирбит. В марте 1942 года Совет народных комиссаров СССР принял решение оставить завод в Ирбите.
В Ирбите завод, ставший Ирбитским мотоциклетным, разместился на площадях бывшего пивоваренного завода. В бывшей солодовне пивзавода разместился сборочный и первый механический цехи; в цехе морса и кваса — локомобиль; в варочном отделении поместился термический цех, в засолочном — литейный. Но все цеха не могли разместиться на отведенной территории, поэтому некоторые из них пришлось расположить на Ирбитском автоприцепном заводе (АПЗ), расположенном в 3 км от основной территории. В клубе АПЗ разместился моторный цех, цех коробки передач — в цехе походных кухонь и саней, инструментальный цех — в цехе метизов. Общее руководство на новом месте осуществлял главный инженер, он же первый директор завода, Фёдор Михайлович Ломанов; всей технической и технологической стороной дела ведал главный конструктор Н. П. Сердюков, выпускник академии ВВС РККА, который в течение нескольких лет с 1935 года проходил стажировку на заводах BMW.
25 февраля 1942 года была выпущена первая партия мотоциклов М-72 из деталей, привезённых из Москвы. Всего за годы войны на фронт с завода было отправлено 9799 мотоциклов. На 1 сентября 1944 года общая численность работающих составила 2096 человек.
В 1947 году был разработан план генерального развития завода: предстояло провести коренную реконструкцию и вместо 4—5 тыс. выпускать в год 20 тыс. мотоциклов. Большим событием стал переезд моторного цеха в новый корпус, цех был построен с учётом новой программы. В этот же корпус переехали цех коробки перемены передач, автоматный и термический цехи. На освободившиеся территории был переведен из Горького цех коляски, начавший свою работу с апреля 1947 года. Все годы войны, да и после неё, особенно бедственное положение на заводе было у инструментального цеха, который ютился в неприспособленном помещении автоприцепного завода, бывшем цехе метизов. В 1949 году на ИМЗ был построен свой новый корпус, где разместились инструментальный и ремонтно-механический цехи. Только к концу первой послевоенной пятилетки завод получил свои производственные площади под все заводские цеха.
В 1953 году началась поставка ирбитских мотоциклов на экспорт. В основном они вывозились в развивающиеся страны и государства Восточной Европы: подавляющее большинство мотоциклов закупалось для нужд армии и милиции. Наибольшего размаха экспорт достиг в 1970—1980-е годы. С распадом социалистического лагеря рынок сбыта резко уменьшился, пришлось искать новых покупателей; с конца 1980-х годов начались поставки ирбитских мотоциклов во Францию, Испанию, Швецию, Нидерланды, Чили, Венесуэлу, Колумбию, Аргентину и другие страны.
С 1954 года начал поставлять мотоциклы в армию Киевский мотоциклетный завод, поэтому ирбитский завод прекратил поставку мотоциклов военному ведомству и начал поставлять свою продукцию в народное хозяйство. Мотоциклы тяжёлого класса впервые поступили в торговлю.
В 1955 году совместно с НАМИ началась разработка оригинального микроавтомобиля вагонной компоновки под названием «Белка»; двигатель был позаимствован с мотоцикла, но получил принудительное охлаждение. В 1959 году заводские конструкторы разработали вездеход «Огонёк». Были выпущены опытные образцы микроавтобусов, но в серию они не пошли. Чертежи моделей были переданы на Запорожский завод малолитражных автомобилей, а часть конструкторов с ИМЗ, принимавших участие в разработке автомобиля, перевелись на Мелитопольский моторный завод. 

### После 1991 года
В 1992 году завод акционировался, сменив название ИМЗ на ОАО «Уралмото». 40 % акций остались за управляющими и рабочими завода, 38 % акций находились в виде приватизационных ваучеров, а 22 % остались под управлением государства. С этого времени завод постоянно менял своё название, банкротился несколько раз и сокращал численность рабочих мест. 
Вновь автомобильная тема на ИМЗ зазвучала в 1990-е годы, когда прорабатывалось соглашение с японской фирмой «Хонда» о совместном производстве микроавтобуса. Полученные от фирмы образцы прошли испытания на дорогах Урала, но этот проект так и не был осуществлён.
В 1997 году ИМЗ выпустил четыре тысячи мотоциклов.
Поставка мотоциклов военным ведомствам РФ была в последний раз в 1999 году. Заказчик — Пограничная служба ФСБ РФ.
В 1998 году завод продал мотоциклов на 67 млн рублей, а его долг составлял 380 млн рублей. Вскоре предприятие купил за 5 млн долларов Каха Бендукидзе, акционер группы «Объединённые машиностроительные заводы» (ОМЗ). Предполагалось, что завод начнёт выпускать принципиально новую модель под названием «Волк». Однако скоро стало понятно, что заводские мощности не позволяют этого сделать.
В 2000 году завод обанкротился. Из-за долгов энергетикам в октябре отключили свет и отопление, в ту зиму в Ирбите не собрали ни одного «Урала». В конечном итоге завод купили его топ-менеджеры — Дмитрий Лебединский, Илья Хаит и Вадим Тряпичкин. Предприятие получило название ООО «ПК Ирбитский мотоциклетный завод».
С 2003 года завод стал уделять повышенное внимание качественным характеристикам мотоцикла. Внесено множество изменений в конструкцию мотоцикла и его отдельных узлов, а также в технологию изготовления деталей. Были привлечены западные инженеры, технологи, специалисты по качеству.
В 2003 году завод вложил порядка 12 миллионов рублей в инвестиционные программы. Было закончено строительство термического цианистого отделения и установлена компрессорная станция.
В 2006 году завод поставил 40 единиц мотоциклов Министерству госимущества Свердловской области, а в целом за 2006 год было выпущено 1755 мотоциклов.
В Европе и США существует несколько клубов владельцев «Уралов». Несколькими «Уралами» владеет король Иордании Абдалла II. Ирак в последней войне с США тоже использовал «Уралы» (поставлено 1500 шт. в 2002 году). На их колясках монтировали противотанковые ракетные установки.
В 2010 году было выпущено 800 «Уралов». Почти все мотоциклы ушли на экспорт в США, ЕС, Канаду, Австралию и Японию. Мотоциклы поставляют по предзаказу — ожидание от 45 до 90 дней.
Известный американский актёр Брэд Питт в 2011 году купил себе один мотоцикл «Урал».
В январе 2011 года на заводе работало 155 человек. В советское время на заводе работало 9000 человек, мотоциклы собирались не из импортных комплектующих, а из своих, собственно производимых, работал конвейер, а не ручная сборка. В 2011 продано в США 496 мотоциклов. А всего завод произвел в 2011 году 900 мотоциклов.
В 2012 году на ИМЗ было собрано 1150 мотоциклов «Урал».
В 2012 году сеть дилеров мотоциклов «Урал» выглядела следующим образом: в Америке — 60, в Европе — 60, в Канаде — 10, в Австралии — 5, в Японии — 3, ещё есть Корея, Новая Зеландия, страны Персидского залива.
К 2013 году завод остался единственным в мире, производящим фабричным способом мотоциклы с боковым прицепом, а привод на колесо прицепа делал мотоцикл особенно привлекательным для иностранного потребителя.
В 2013 году на ИМЗ было собрано 1206 мотоциклов «Урал». Крупнейший рынок продаж «Уралов» — США. В 2013 году продано 604 мотоцикла. Завод получил на свои счета 323 млн рублей от продаж в США. В США прямым официальным импортером и дистрибьютором этих мотоциклов стала компания Irbit MotorWorks of America.
В 2013 году завод сконцентрировал усилия на модернизации силового агрегата, рулевой и тормозной системы, а также на дизайне и качестве отделки:
- двигатель получил электронный впрыск топлива (совместная разработка с американской компанией ElectroJet)
- двигатель оснащен новым распределительным валом
- воздушный фильтр увеличенного объёма
- мощность двигателя возросла до 41 л. с.
- максимальный крутящий момент вырос на 15 %
- дисковые задние тормоза (Brembo)
- подверглась редизайну приборная панель, куда был включен указатель, информирующий о низком уровне топлива.
- индикатор самодиагностики системы управления двигателем
- уменьшен расход топлива до 6,5 л/100 км (было 8 л/100 км).

Таким образом, производитель заменил или модернизировал около 200 деталей мотоцикла. Из-за отсутствия или плохого качества комплектующих для этого сегмента машиностроения в России доля западных комплектующих, по данным на 2014 год, составляла около 30 %. Это — элементы тормозной системы, инжекторы, бортовые компьютеры и ряд других узлов и деталей. Например, генератор, который выпускал Московский завод автотракторной аппаратуры, в течение первого года ломался на 20 мотоциклах из ста, поэтому пришлось использовать японские генераторы Denso.
Розничные цены в России составили около 300 тыс. руб. для мотоцикла Соло и 350—450 тыс. рублей для мотоциклов с коляской различных моделей.
В 2013 году шла проработка вопроса о выходе Ирбитского мотоциклетного завода на рынок Китая. В планах российского завода было открытие нескольких дилерских центров «Урала» в крупнейших городах Китая. Было подписано соглашение с компанией Yiqi Motorcycles Trading Co., в соответствии с которым эта компания станет эксклюзивным дистрибьютором российских мотоциклов марки «Урал». Продажи должны были начаться ориентировочно в апреле 2014 года. В течение первого года было запланировано открытие дилерских центров в Шанхае и Пекине. Организация сборки мотоциклов «Урал» в Китае в планы ИМЗ не входит.
Был произведён заказ на 20 мотоциклов марки «Урал» («Турист») для Церемонии открытия зимних Олимпийских игр 2014 в Сочи.
24 сентября 2014 года должна была открыться дилерская сеть в Таиланде. Первые поставки продукции были запланированы на январь 2015 года.
В октябре 2014 года завод выпустил специальную версию мотоцикла с коляской «Мир». Особенности модификации:
- байк и коляска окрашены в «орбитальный» белый цвет;
- предустановлена солнечная батарея;
- бампер и интегрированные в него две яркие светодиодные фары;
- округлое стекло от бренда MRA;
- накидка пассажирского места выполнена с применением материалов, используемых NASA в космической практике.

Всего было выпущено 20 подобных мотоциклов.
На основе коллекции завода был создан Ирбитский государственный музей мотоциклов.
Экспозиции музея мотоциклов
В 2015 году завод выпустил 1100 мотоциклов. Был проведён ряд обновлений и улучшений: стартер, датчик заднего тормоза, модифицирована проводка, доработан смеситель системы впрыска. По отдельным заказам завод производит антигравийную обработку нижних поверхностей щитков и днища коляски.
В 2016 году завод представил ряд улучшений для мотоциклов:
- алюминиевые прокладки для уплотнения выхлопных труб;
- модифицированный корпус дроссельной заслонки;
- топливный бак с топливным сенсорным экраном;
- модифицированный гидравлический демпфер с повышенной жесткостью и улучшенными уплотнителями[19].

В 2016 году завод выпустил специальную версию мотоцикла — Ural Gear-Up Sahara.
Особенности модификации:
- отключаемый привод от коляски;
- фары с омывателем (опция);
- пара противотуманных фонарей (опция);
- ветровое стекло (опция);
- выхлопная система имеет керамическое покрытие(опция).

С августа 2018 года завод перешёл на выпуск мотоциклов по стандарту Евро-5.
В мае 2020 года покупателям в США была представлена электрическая версия мотоцикла «Урал». Модель получила электрическую силовую установку при активном участии американских специалистов компании Zero Motorcycles.
В начале вторжения России в Украину в 2022 году IMZ-Ural опубликовал заявление, в котором однозначно осудил вторжение и призвал к мирному урегулированию. 
В марте 2022 года после начала российского вторжения на Украину производство на заводе остановилось из-за сложностей с доставкой иностранных комплектующих и с экспортом готовой продукции. В частности, до 31 декабря 2022 года Россия ввела запрет на вывоз из страны ряда товаров, в том числе мотоциклов, тогда как основным рынком сбыта продукции завода являются США, Канада и Мексика. В связи с этим было принято решение перенести сборочное производство мотоциклов «Урал» из Ирбита в Казахстан, в город Петропавловск.
Производство на новом заводе IMZ-Kazakhstan началось в августе 2022 года, и вскоре после этого началась отгрузка новых мотоциклов.  С тех пор все новые мотоциклы Ural Gear Up собираются в Казахстане с использованием деталей, поставляемых со всего мира.
| Год  | Количество, шт. |
| ---- | --------------- |
| 1997 | 4000            |
| 2006 | 1755            |
| 2010 | 800             |
| 2011 | 900             |
| 2012 | 1150            |
| 2013 | 1206            |
| 2015 | 1100            |

## Директора завода
- Ломанов Фёдор Михайлович (1942—1943)
- Макаров Александр Максимович (1943—1948)
- Мешурис Ефим Рафиилович (1949—1950)
- Иванов Василий Александрович (1950—1954)
- Чупраков Владислав Яковлевич (1954—1957)
- Игнатьев Павел Николаевич (1957—1959)
- Савин Михаил Сергеевич (1959—1965)
- Костевич Владислав Казимирович (1965—1971)
- Богуславский Виктор Данилович (1971—1979)[26]
- Воложанин Николай Иванович (1979—1983; 1988—1995)
- Демаков Геннадий Григорьевич (1983—1987)
- Гамм Петр Петрович (1987—1988)
- Тряпичкин Вадим Александрович (1999-?)[27]
- Хаит Илья Александрович (с 2011)